# Heteropoda veiliana
Heteropoda veiliana là một loài nhện trong họ Sparassidae.
Loài này thuộc chi Heteropoda. Heteropoda veiliana được Embrik Strand miêu tả năm 1907.